# Китайская империя (1915—1916)
Китайская империя (кит. 中華帝國, пиньинь: Zhōnghuá Dìguó) — государство, появившееся в результате попытки президента Китайской Республики Юань Шикая восстановить монархию на территории Китая, провозгласив себя Императором. Идея реставрации монархии была негативно воспринята в народе и даже спровоцировала ряд восстаний на территории Китая, что и заставило Юань Шикая сложить с себя титул и полномочия императора. Империя просуществовала только около трёх месяцев, и Юань Шикай не сумел провести церемонию восхождения на трон.

## Появление
После того, как Юань Шикай стал президентом Китайской Республики, он стал принимать различные меры для укрепления своей власти и ослабления оппозиции. Он пытался сотрудничать с некоторыми европейскими государствами, а также Японией. В августе 1915 года он приказал начать агитационную кампанию в поддержку реставрации монархии.
11 декабря 1915 года ассамблея единогласно избрала Юань Шикая в качестве императора. Сначала Юань торжественно «отказался», но сразу же «уступил» и согласился после того, как Национальное собрание в тот же день обратилось к нему с аналогичной просьбой. На следующий день Юань Шикай официально принял императорские полномочия. Эра правления нового монарха получила название Хунсян (кит. 洪憲). Грядущий 1916 год должен был стать не «Пятым годом Республики», а «Первым годом Хунсян».

## Политика императора
Император несерьезно относился к проблемам государства и злоупотреблял кумовством. Часть земель и государственных постов он успел раздать своим родственникам и приближенным.
Юань Шикай неоднократно предпринимал безуспешные попытки сближения с иностранными монархами. Кроме того, он пытался наладить контакт с бывшей правящей семьей Айсиньгиоро, проживавшей в Запретном городе, и даже предложил Пу И заключить брак с его дочерью.

## Восстания
Первой против императора восстала провинция Юньнань во главе с губернатором Цай Э. Её примеру вскоре последовали и другие регионы, перешедшие к провозглашению независимости от империи. Несмотря на лучшее оснащение и обмундирование, армия Юань Шикая не смогла подавить эти восстания, что во многом объяснялось недовольствами политикой императора в самом Пекине.
Видя то, насколько непопулярен Юань, иностранные державы прекратили его дипломатическую поддержку, сохранив нейтралитет. Японская империя, более того, планировала послать контингент на помощь противникам Юань Шикая, но в итоге так и не сделала этого.
Церемония восхождения на трон всё откладывалась, а 1 марта 1916 года было урезано в бюджете на проведение церемонии. Юань Шикай стал думать об отказе от трона, и 17 марта, посовещавшись с вице-президентом Ли Юаньхуном, подготовил решение.
22 марта Юань Шикай обнародовал решение о ликвидации монархии и уже на следующий день объявил о своем возвращении в должность президента (что, однако, не вызвало протестов в народе). В общей сложности, Китайская империя просуществовала 83 дня, Юань Шикай умер через два с половиной месяца.

## Государственные символы
У Китайской империи были свои гимн («Китай героически стоит во Вселенной»; кит. 中 华雄立 宇宙 间), принятый Юань Шикаем ещё на посту президента, а также флаг. Как и предшествовавший ему республиканский флаг, он состоял из пяти цветов, каждый из которых символизировал определенную национальность. Всего существовало два варианта флага: с прямым и диагональным (в России известным как «андреевский») крестами.
- Альтернативный вариант флага Китайской империи[2]